# Silvio Flor
Silvio Flor senior (Brez, 24 agosto 1879 – Merano, 13 aprile 1938) è stato un politico italiano.
Rappresentante del proletariato altoatesino, fu deputato socialista con Lionello Groff alla Camera dei deputati del Regno d'Italia durante la XXVI legislatura. Suo figlio Silvio Flor junior (1903 - 1974) fu un importante rappresentante della sinistra e del PCI in Alto Adige.